# Arboreto de Friburgo-Günterstal
El Arboreto de Friburgo-Günterstal en alemán : Arboretum Freiburg-Günterstal es un arboreto de 100 hectáreas de extensión, que está administrado conjuntamente por el « Forstbotanischen Institute » de la Universidad de Friburgo y el Jardín Botánico de la Universidad de Friburgo. 
Su código de reconocimiento internacional como institución botánica (en el Botanical Gardens Conservation International BGCI), así como las siglas de su herbario es FREA

## Localización

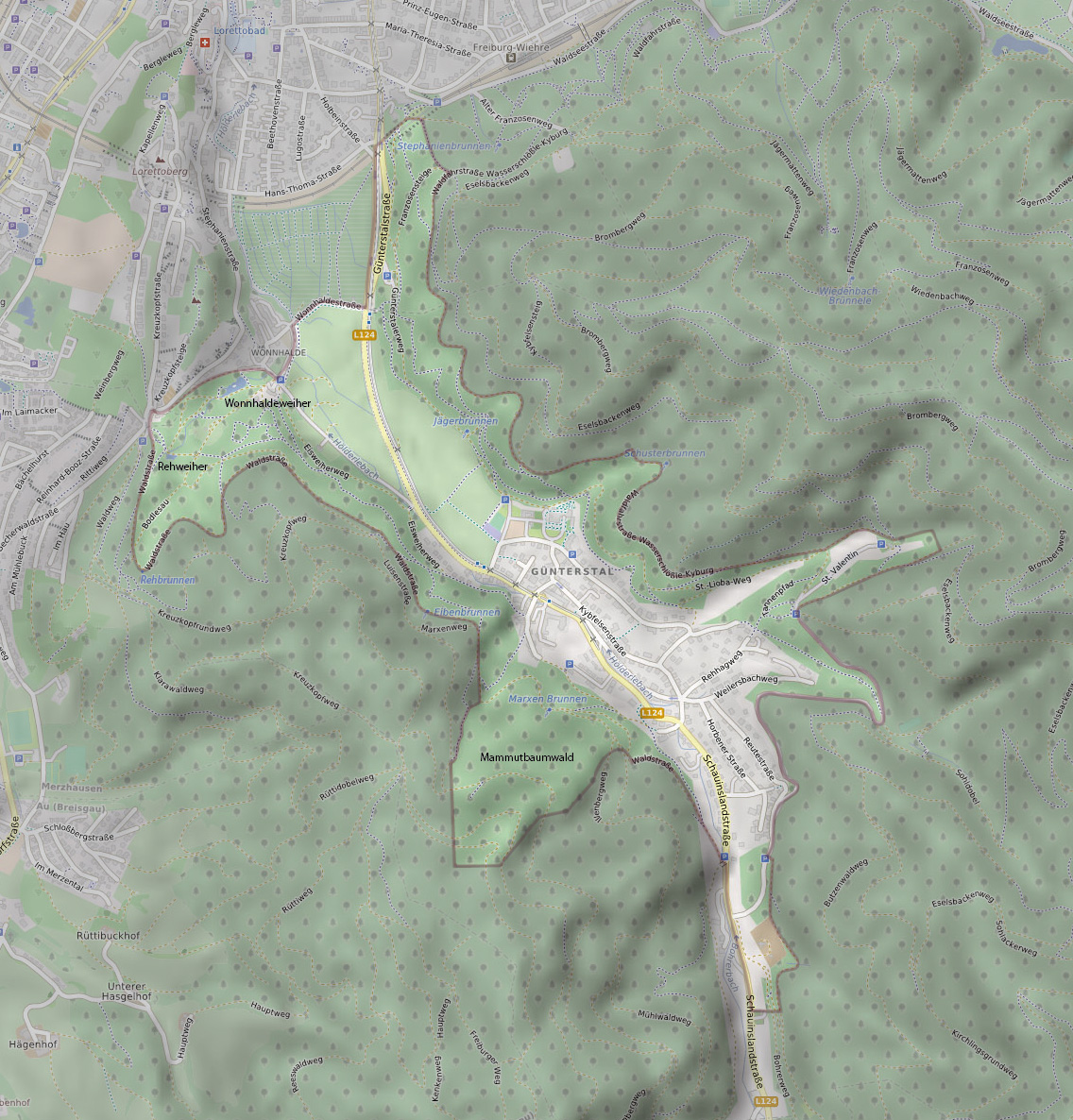

El arboreto se ubica en el sector sur de Friburgo conocido como Günterstal en el Städtischen Forstamt Freiburg Günterstalstraße 71, Freiburg-Friburgo, Baden-Württemberg, Deutschland-Alemania.
Planos y vistas satelitales. 47°58′22.09″N 7°50′33.7″E / 47.9728028, 7.842694
Está abierto a diario y la entrada es gratuita.

## Historia
El arboreto tiene sus inicios en 1896, cuando se hicieron las primeras plantaciones de "Abeto de Douglas" (Pseudotsuga menziesii) para investigar su posible uso en la silvicultura local. Estas primeras plantaciones se enfocaron principalmente en los árboles más corrientes de Norteamérica y Japón. 
Se efectuaron plantaciones a una gran escala entre 1901 y 1911 cuando se plantaron varios cientos de miles de árboles foráneos. Después de la Segunda Guerra Mundial, fueron añadidas numerosas y raras especies.

## Colecciones
Actualmente el arboreto cultiva unas 1,300 especies de árboles y arbustos procedentes de 60 países y 5 continentes, incluyendo especímenes maduros de:
Abies nordmanniana, Cedrus atlantica, Chamaecyparis lawsoniana, Cryptomeria japonica, Larix leptolepis, Picea orientalis, Pinus austriaca, Pinus banksiana, Pinus strobus, Pinus ponderosa, Pseudotsuga menziesii, y Sequoiadendron, 
Además árboles caducifolios entre los que se incluyen Juglans nigra, Populus x canadensis, Quercus rubra, y Robinia pseudacacia. 
Dos sendas de paseo de 2 km de longitud, donde se suministra información identificativa. 